# Saison 2017-2018 du Stade Malherbe Caen
Maillots
Chronologie
Saison précédente Saison suivante
La saison 2017-2018 du Stade Malherbe de Caen, club de football français, voit le club évoluer en Ligue 1. C'est la 17e saison du club normand à ce niveau.
Après une saison douloureuse (17e du championnat lors du précédent exercice avec seulement 37 points), l'objectif du club est d'obtenir un maintien plus confortable et d'insuffler une nouvelle dynamique. Les dirigeants décident pour cela de rajeunir et de remanier sensiblement l'effectif.
Le début de saison est porteur d'espoir. La défense Malherbiste se révèle à la hauteur et le club grimpe jusqu'à la 6e place au mois de novembre. Cependant, l'attaque est en grande difficulté. L'équipe n'inscrit que 12 buts lors de la phase aller et 27 sur le total de la saison. Les Caennais terminent le championnat de manière catastrophique avec une série de dix matchs sans victoire. Le club obtient une nouvelle fois son maintien face au Paris Saint Germain lors de la dernière journée grâce au point du match nul (0-0).
En coulisses, le club est en guerre durant toute la deuxième partie de saison. Le président Jean-François Fortin, contesté par une majorité des actionnaires menés par Gilles Sergent, est finalement poussé vers la sortie en mai 2018, quelques jours avant le dernier match de championnat. L’entraîneur Patrice Garande annonce son départ à l'issue de la dernière journée. La fin de cycle, entamée depuis presque deux ans, est désormais totale.

## Historique

### Avant-saison

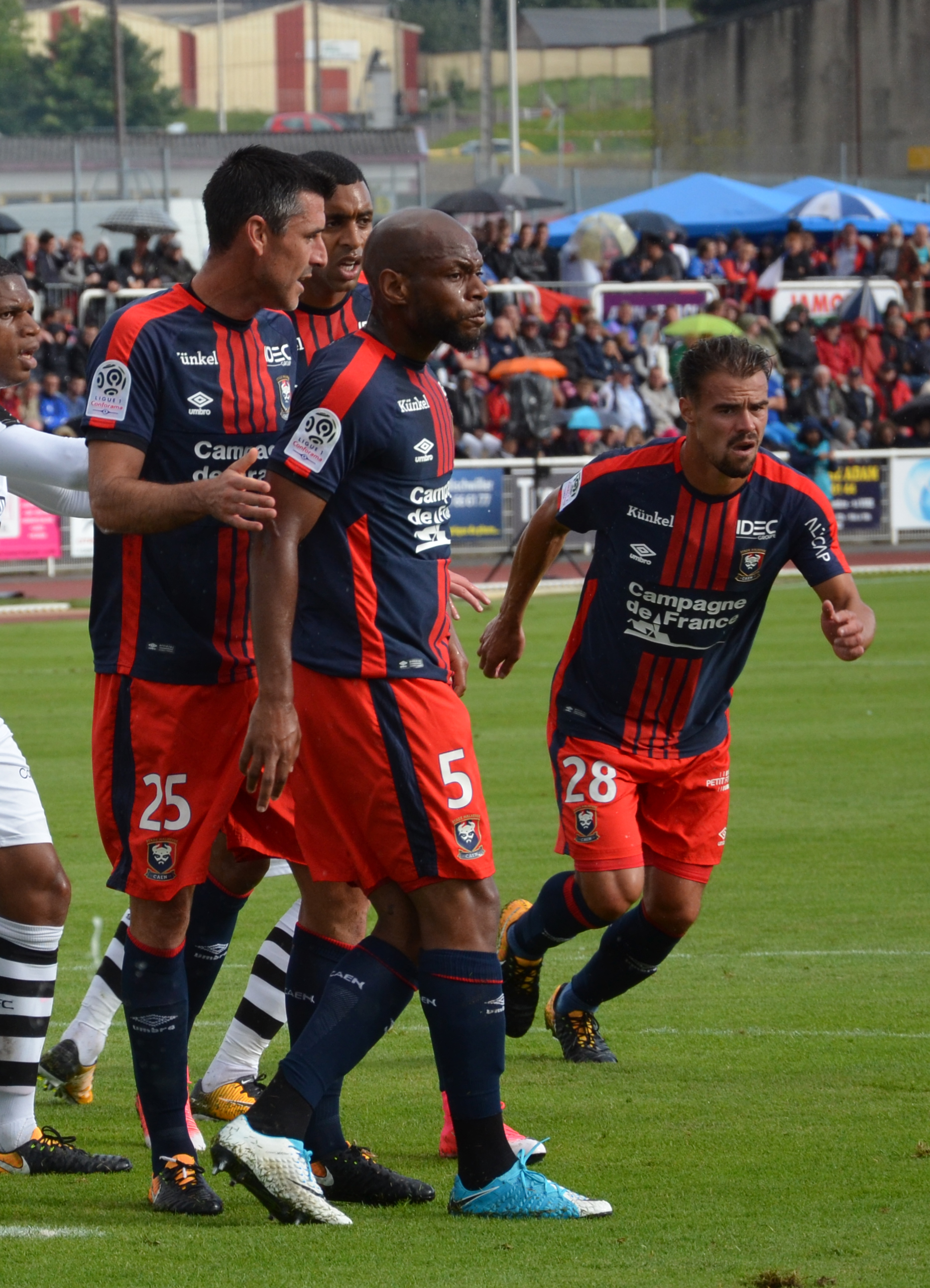
Les joueurs caennais lors du match amical contre Rennes le 22 juillet 2017.

Caen vient d’obtenir un maintien miraculeux en Ligue 1. Dès le 22 mai, le président Jean-François Fortin avoue qu'il faut « revoir l’équipe dans toutes les lignes », et que l'effectif est selon-lui « en fin de cycle ». Quelques jours plus tard, Patrice Garande confirme qu'il reste l’entraîneur, et critique individuellement plusieurs de ses joueurs dans la presse. Il précise vouloir bâtir un nouvel effectif restreint de « dix-neuf joueurs de champ ainsi que trois gardiens », tout en souhaitant « sept ou huit renforts ».
Après seize saisons en équipe première, Nicolas Seube prend sa retraite. Il devient à la fois éducateur et ambassadeur du club. Il annonce également vouloir passer ses diplômes d’entraîneur.
Malherbe enregistre son premier départ dès l'ouverture du mercato. Le 9 juin, le jeune espoir Jean-Victor Makengo rejoint ainsi l'OGC Nice. En manque de temps de jeu, Pape Sané, Chaker Alhadhur et Paul Reulet sont prêtés. Syam Ben Youssef décide le 5 juillet de résilier sa dernière année de contrat pour s'engager librement avec le club turc de Kasımpaşa Spor Kulübü. Jordan Tell refuse lui le contrat professionnel proposé par le club et file à Rennes contre les seules indemnités de formation. Le dernier jour du mercato, Emmanuel Imorou est prêté en Belgique.
Le 22 juin, le club officialise sa première arrivée : Stef Peeters, 25 ans, milieu de terrain belge évoluant en Jupiler Pro League. Il signe pour trois ans. Il est imité quelques jours plus tard par le défenseur latéral sénégalais Adama Mbengue. Suivent le gardien Brice Samba et le polyvalent Baïssama Sankoh.
Le 11 juillet, le prometteur défenseur du SC Bastia Alexander Djiku signe pour une durée de quatre ans contre une indemnité d'environ 2 M€. Deux semaines plus tard, les négociations avec les Girondins de Bordeaux aboutissent, et le club obtient le transfert définitif de Frédéric Guilbert. Il signe un contrat de quatre ans.
Les dirigeants recherchent un milieu récupérateur supplémentaire. Finalement, après plusieurs relances du club auprès de l'AS Monaco pendant deux mois, le milieu Youssef Aït Bennasser est prêté le 16 août sans option d'achat. Le lendemain, le club officialise l'arrivée d'un autre milieu de terrain, offensif celui-ci : Jan Repas (NK Domžale), prometteur joueur slovène de vingt ans. Il s'engage pour quatre saisons.
L'attaquant Yann Karamoh, qui souhaite quitter le club à un an de la fin de son contrat, est au cœur d'un feuilleton qui dure tout l'été. D'abord tout proche de rejoindre l'AS Saint-Etienne en juillet, il est finalement prêté quelques heures avant la fermeture du mercato à l'Inter Milan avec option d'achat obligatoire, après avoir pris soin de prolonger son contrat avec le SM Caen.
| Nom                   | Nationalité         | Transfert (montant)      | Provenance/Destination | Division    |
| Arrivées              | Arrivées            | Arrivées                 | Arrivées               | Arrivées    |
| --------------------- | ------------------- | ------------------------ | ---------------------- | ----------- |
| Stef Peeters          | Belgique            | Transfert (env. 1,5 M€)  | K Saint-Trond VV       | Pro League  |
| Adama Mbengue         | Sénégal             | Transfert                | Diambars               | Division 1  |
| Brice Samba           | France              | Transfert                | Olympique de Marseille | Ligue 1     |
| Baïssama Sankoh       | Guinée              | Transfert                | En Avant de Guingamp   | Ligue 1     |
| Christian Kouakou     | Côte d'Ivoire       | Retour de prêt           | Nîmes Olympique        | Ligue 2     |
| Jordan Nkololo        | RDC                 | Retour de prêt           | Stade lavallois        | Ligue 2     |
| Durel Avounou         | République du Congo | Premier contrat pro      | -                      | -           |
| Alexander Djiku       | France              | Transfert (env. 2 M€)    | SC Bastia              | Ligue 2     |
| Frédéric Guilbert     | France              | Transfert (env. 1,5 M€)  | Girondins de Bordeaux  | Ligue 1     |
| Youssef Aït Bennasser | Maroc               | Prêt                     | AS Monaco              | Ligue 1     |
| Jan Repas             | Slovénie            | Transfert                | NK Domžale             | 1.SNL       |
| Départs               |                     |                          |                        |             |
| Nicolas Seube         | France              | Fin de contrat           | Retraite               |             |
| Alaeddine Yahia       | Tunisie             | Fin de contrat           | AS Nancy-Lorraine      | Ligue 2     |
| Steed Malbranque      | France              | Fin de contrat           |                        |             |
| Louis Deschateaux     | France              | Fin de contrat           |                        |             |
| Syam Ben Youssef      | Tunisie             | Contrat résilié          | Kasımpaşa Spor Kulübü  | Süper Lig   |
| Jean-Victor Makengo   | France              | Transfert (env. 6 M€)    | OGC Nice               | Ligue 1     |
| Jordan Adéoti         | Bénin               | Fin de contrat           | AJ Auxerre             | Ligue 2     |
| Jordan Tell           | France              | Transfert (env. 0,45 M€) | Stade rennais          | Ligue 1     |
| Pape Sané             | Sénégal             | Prêt                     | AJ Auxerre             | Ligue 2     |
| Paul Reulet           | France              | Prêt                     | US Boulogne CO         | National    |
| Chaker Alhadhur       | Comores             | Prêt                     | LB Châteauroux         | Ligue 2     |
| Christopher Opéri     | France              | Transfert                | LB Châteauroux         | Ligue 2     |
| Emmanuel Imorou       | Bénin               | Prêt                     | Cercle Bruges          | Division 1B |
| Yann Karamoh          | France              | Prêt avec OA obligatoire | Inter Milan            | Serie A     |

### Récit de la phase aller

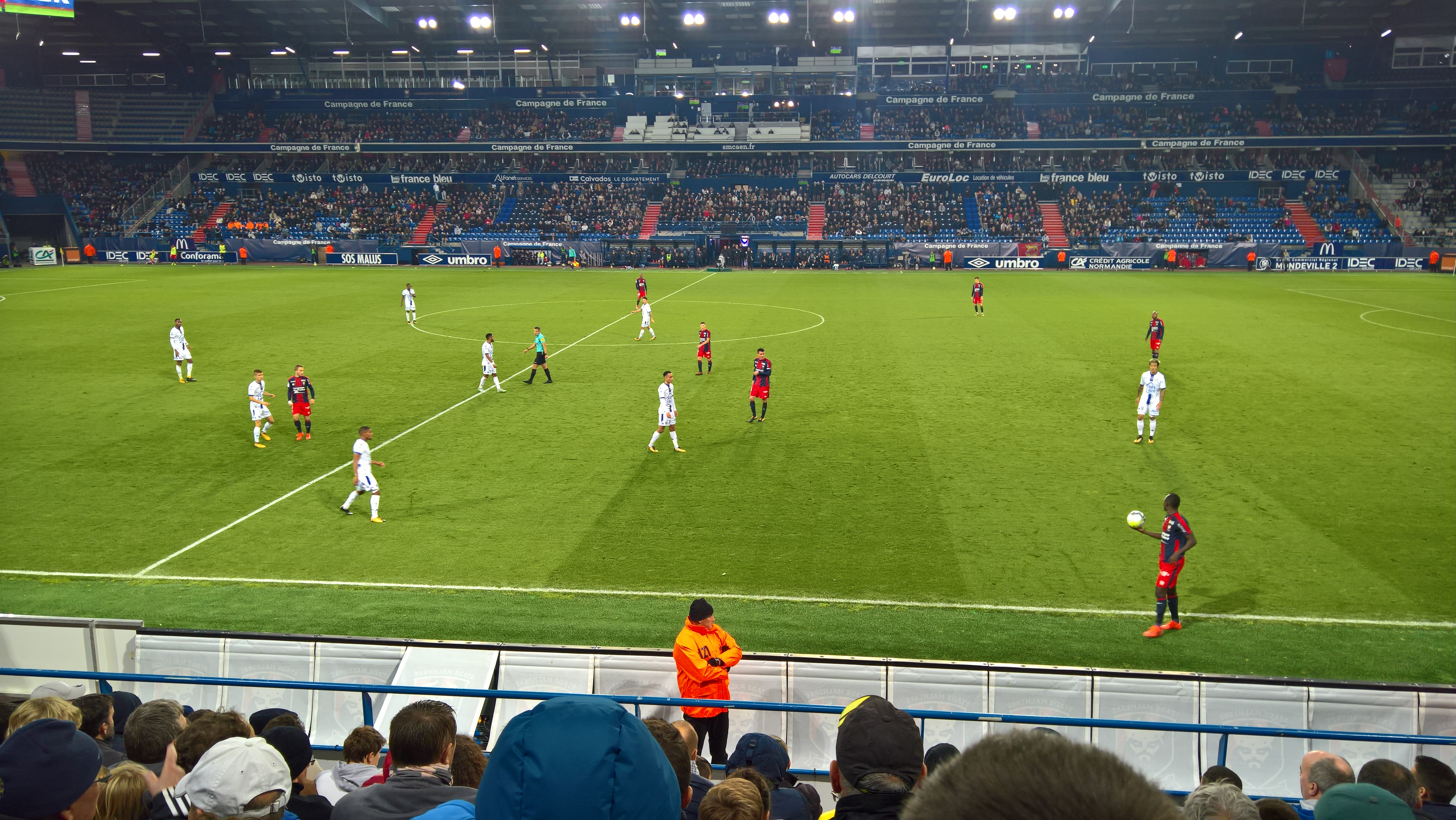
Scène du match entre Caen et Troyes (octobre 2017)

Le Stade Malherbe commence sa saison face à Montpellier au Stade de la Mosson dans un match marqué par l'hommage du public montpelliérain à leur président, Louis Nicollin, décédé durant l'été. Le match, relativement fermé, est disputé sous une forte chaleur. Malherbe finit par craquer face à Souleymane Camara qui devient meilleur buteur du MHSC en Ligue 1 avec 48 buts, (1-0). Caen n'avait plus perdu en match d'ouverture de la Ligue 1 depuis la saison 1994-1995.
La semaine suivante, les Caennais montrent un meilleur visage à domicile face à Saint-Etienne, mais pèchent dans la finition. Les Verts s'imposent 1-0 grâce à Romain Hamouma. L'équipe confirme cependant la hausse de son niveau de jeu la semaine suivante à Lille, et concrétise cette fois ses occasions (0-2). Les Malherbistes n'avaient plus gagné à l'extérieur face au Lille OSC depuis 1991.
Sur la lancée de cette victoire, Malherbe enchaîne à domicile face au FC Metz avec une victoire 1-0, but de Ronny Rodelin, et enfonce les Messins qui n'ont toujours pas pris le moindre point ; cela met fin à une série de 7 défaites consécutives à domicile.
Malherbe enchaîne alors à domicile les courtes victoires face à des clubs concurrents, comme face à Dijon (2-1), Amiens (1-0) et Troyes (1-0). L'équipe remporte sa deuxième victoire à l'extérieur à Rennes (0-1), mais chute à domicile la semaine suivante face à Angers (0-2).
Le 5 novembre, le SM Caen se voit infliger sa première grosse correction. Face à l'OM au Vélodrome, Patrice Garande met en place un système avec le retour de la défense à cinq de la saison passée. Les joueurs caennais, apathiques, perdent 5-0.
L'équipe se reprend dès la semaine suivante. Menée 1-0 à domicile face à l'OGC Nice, Ronny Rodelin égalise d'une reprise de volée dans les arrêts de jeu. Le week-end suivant, contre les Girondins de Bordeaux, le SMC gagne une nouvelle fois sur le score de 1-0. Ivan Santini retrouve alors le chemin des filets après une période de disette.
Les Caennais vont passer à côté des dernières rencontres de la phase aller. Toujours en difficulté pour conclure les occasions, notamment à Strasbourg (0-0), le SMC n'engrange que deux points en cinq matchs et termine la première partie de saison à la 12e place avec 24 points.
Le bilan en attaque est famélique, douze buts marqués, dont trois pénaltys et deux buts contre leur camp. Seuls trois joueurs caennais ont marqué : Ivan Santini (6 buts), Ronny Rodelin (3 buts) et Damien Da Silva (1 but). Malherbe doit son total de points en grande partie à sa solidité défensive et ses courtes victoires par un but d'écart face aux adversaires directs.

### Mercato d'hiver
Pour pallier le manque de buts inscrits, l’entraîneur Patrice Garande annonce vouloir le renfort d'un « attaquant prenant la profondeur, sur le côté ou dans l'axe ».
Le 2 janvier 2018, le jeune ailier finlandais Timo Stavitski signe un contrat de quatre ans et demi. Ce transfert, déjà officialisé depuis plusieurs semaines par l'ancien club du joueur, ne constitue pas le renfort titulaire souhaité par l’entraîneur et les dirigeants. Le directeur sportif Alain Caveglia le qualifie de « joueur pour l'avenir », avec qui il faudra se « montrer patient » et que « cette arrivée s'inscrit dans la politique du club en allant chercher de jeunes talents à l'étranger ».
Dans le sens des départs, Patrice Garande indique qu'aucun des cadres « ne bougera cet hiver », mais que le club souhaite toujours prêter ses jeunes joueurs de l'effectif qui n'ont pas de temps de jeu.
Malherbe pense tenir son attaquant en la personne de Majeed Waris. Le SM Caen se met d'accord avec Lorient puis le joueur, mais le FC Porto joue les trouble-fêtes et rafle la mise au dernier moment. Le stéphanois Loïs Diony est alors sondé, mais le joueur file en Angleterre. D'autres joueurs sont contactés, mais Ideye Brown est jugé trop cher, et Patrick Twumasi, un joueur ghanéen évoluant au Kazakhstan visé par le SMC, est blessé.
Finalement, le club trouve son attaquant le dernier jour du mercato. Le joueur d'Angers Enzo Crivelli est prêté pour six mois avec option d'achat. Le choix surprend certains observateurs en raison du profil du joueur, puissant et peu rapide, opposé au style voulu originellement par le club.
Dans le sens des départs, le jeune Valentin Voisin est prêté à Avranches, tandis que Jonathan Delaplace, qui a perdu sa place de titulaire en début de saison, est transféré à Lorient. Enfin, Jeff Louis est prêté dans les dernières heures du mercato en Ligue 2, à Quevilly-Rouen Métropole. Ce dernier déclare dans la presse quelques jours plus tard qu'il espère que Patrice Garande « ne sera plus l’entraîneur de Caen la saison prochaine ».
| Nom                | Nationalité | Transfert (montant)       | Provenance/Destination   | Division       |
| Arrivées           | Arrivées    | Arrivées                  | Arrivées                 | Arrivées       |
| ------------------ | ----------- | ------------------------- | ------------------------ | -------------- |
| Timo Stavitski     | Finlande    | Transfert (env. 600 000€) | RoPS                     | D1 Finlandaise |
| Enzo Crivelli      | France      | Prêt avec OA              | Angers SCO               | Ligue 1        |
| Départs            |             |                           |                          |                |
| Jonathan Delaplace | France      | Transfert                 | FC Lorient               | Ligue 2        |
| Valentin Voisin    | France      | Prêt                      | Avranches                | National       |
| Jeff Louis         | Haïti       | Prêt                      | Quevilly-Rouen Métropole | Ligue 2        |

### Récit de la phase retour
La forme de Malherbe ne s'améliore pas et le mois de janvier est difficile. Les Caennais essuient une défaite à domicile face à de faibles lillois (0-1), mais s'imposent la semaine suivante à Bordeaux à la faveur d'un penalty dans les arrêts de jeu (0-2). L'équipe s'incline ensuite face à l'OM (0-2) puis à Saint-Etienne (2-1).
Le 4 février, Malherbe remporte son premier match à domicile depuis plus de deux mois face au FC Nantes, en inscrivant trois buts sur coups de pied arrêtés (3-2). L'équipe enchaîne avec deux matchs nuls contre Guingamp et Rennes, puis s'incline 2-0 à Dijon, concurrent direct au maintien.
Le match suivant contre Strasbourg apparaît déjà décisif. Les Caennais sont émoussés mais remportent tout de même le match 2-0 sur leurs deux seules occasions. Frédéric Guilbert, formé au club, marque ce jour-là son premier but en professionnel.
L'équipe termine mal le mois de mars et s'incline à Lyon (1-0), mais plus grave, perd lourdement à Angers la semaine suivante (3-0). Ce soir-là, le SCO revient à égalité de points avec le SM Caen.
Les choses ne s'arrangent pas au mois d'avril. La défense de Malherbe, solide lors de la première partie de saison, a des trous d'air, tandis que l'attaque reste stérile. Les Caennais affrontent à la suite toutes les équipes derrière eux au classement, mais n'obtiennent que deux matchs nuls contre Metz (1-1) et Toulouse (0-0). Ils perdent ensuite à Troyes, 19e du classement, sur le score de 3-1. Les joueurs Frédéric Guilbert et Damien Da Silva déclarent après la rencontre que l'équipe n'est « pas professionnelle », tandis que l’entraîneur Patrice Garande dénonce le comportement de ses joueurs, précisant que l'équipe « a perdu son âme », et que « si des joueurs pensent que l'on va se contenter de 37 points, alors ils ne joueront plus ».
Les Caennais se ressaisissent dans le jeu la semaine suivante à domicile contre Monaco. L'équipe pense tenir le point du match nul mais l'ASM marque à la dernière minute (1-2). Par la suite, les Malherbistes réalisent à nouveau un non-match à Nice (4-1). L'équipe est alors 17e et doit jouer sa survie une nouvelle fois contre le Paris Saint Germain lors de la dernière journée.
À l'aube de la Coupe du Monde, l'effectif parisien, déjà champion, fait reposer la plupart de ses joueurs internationaux, dont Cavani, Neymar et Mbappé. Les joueurs Caennais tiennent bon, et obtiennent le point du match nul synonyme de maintien (0-0).
L'équipe, avec un total de 38 points, termine à la 16e place. Patrice Garande annonce dès la fin du match son départ du club, précisant qu'il ne peut pas travailler avec un autre président que Jean-François Fortin.

### Guerre chez les actionnaires du club
Début janvier, la presse relaye les rumeurs d'un « coup d'état » au Conseil de Surveillance du SMC. Plusieurs actionnaires, dont le PDG d'Intersport Jacky Rihouet, sont cités. Ils souhaiteraient remplacer Jean-François Fortin à la tête du directoire. Les intéressés démentent l'information quelques jours plus tard, précisant qu'il n'y a aucun problème majeur en dehors de quelques désaccords sur la nature des investissements du club.
Au mois d'avril, la guerre éclate au grand jour. Deux actionnaires historiques, Michel Besneville et Laurent Batteur, dénoncent une tentative d'OPA de la part de Fortin, avec le soutien de Pierre-Antoine Capton, entré au capital du club quelques mois plus tôt. Le président de Malherbe depuis 2002 propose aux actionnaires mécontents que leurs parts soient rachetées par Capton, qui deviendrait alors actionnaire majoritaire.
Les opposants, eux, souhaitent que la gouvernance du club continue à parts égales. Le soir du 23 avril 2018, à l'issue d'un conseil de surveillance tendu, le projet de Jean-François Fortin est rejeté, mais le président est paradoxalement confirmé dans ses fonctions.
Deux jours plus tard, à l'issue du match nul à domicile contre Toulouse (0-0), Fortin s'invite en conférence de presse d’après-match, et déclare qu'il ne peut plus continuer à présider le club dans un système qui ne lui convient pas. Il demande publiquement la tenue d'une assemblée extraordinaire sous huitaine pour statuer définitivement sur l'avenir du Stade Malherbe, qu'il estime « en danger ».
L'épilogue a finalement lieu le 17 mai. À la suite d'une réunion des actionnaires puis de la SASP, Gilles Sergent est intronisé nouveau président du SMC à la place de Jean-François Fortin.

## Joueurs et club

### Staff technique
À l'image de l’entraîneur Patrice Garande, l'ensemble du staff entre dans sa dernière année de contrat.

### Sponsors et équipementier
Signé en juin 2015 pour une durée de trois ans, le SMC entame sa deuxième année contractuelle avec l'équipementier Umbro via son distributeur exclusif en France, le Groupe Royer.

## Les rencontres de la saison

### Championnat de Ligue 1
Le championnat débute le 4 août 2017 et se termine le 19 mai 2018.
| Date                      | Heure | Journée | Adversaire               | Lieu | Résultat | Buteurs pour le SM Caen              | Points | Class. | Affluence | Averti                                     | Carton rouge |
| ------------------------- | ----- | ------- | ------------------------ | ---- | -------- | ------------------------------------ | ------ | ------ | --------- | ------------------------------------------ | ------------ |
| Samedi 5 août 2017        | 20h00 | 1       | Montpellier HSC          | Ext. | 1-0      |                                      | 0      | 14     | 14 725    | Djiku                                      |              |
| Samedi 12 août 2017       | 20h00 | 2       | AS Saint-Étienne         | Dom. | 0-1      |                                      | 0      | 16     | 17 606    | Delaplace                                  |              |
| Dimanche 20 août 2017     | 15h00 | 3       | LOSC Lille               | Ext. | 0-2      | Da Silva 5e, Santini 69e             | 3      | 12     | 28 740    | Da Silva, Guilbert                         |              |
| Samedi 26 août 2017       | 20h00 | 4       | FC Metz                  | Dom. | 1-0      | Rodelin 50e                          | 6      | 8      | 15 697    | Aït Bennasser, Da Silva                    |              |
| Samedi 9 septembre 2017   | 20h00 | 5       | Dijon FCO                | Dom. | 2-1      | Santini 5e (pen.), Yambéré 81e (csc) | 9      | 6      | 15 328    | Bessat                                     | Mbengue      |
| Samedi 16 septembre 2017  | 20h00 | 6       | FC Nantes                | Ext. | 1-0      |                                      | 9      | 9      | 20 245    | Repas, Aït Bennasser                       |              |
| Samedi 23 septembre 2017  | 20h00 | 7       | Amiens SC                | Dom. | 1-0      | Santini 54e (pen.)                   | 12     | 8      | 16 212    | Delaplace                                  |              |
| Samedi 30 septembre 2017  | 20h00 | 8       | Stade rennais FC         | Ext. | 0-1      | Bensebaini 34e (csc)                 | 15     | 5      | 18 689    | Santini                                    |              |
| Samedi 14 octobre 2017    | 20h00 | 9       | SCO Angers               | Dom. | 0-2      |                                      | 15     | 8      | 16 736    | Peeters                                    |              |
| Samedi 21 octobre 2017    | 17h00 | 10      | AS Monaco FC             | Ext. | 2-0      |                                      | 15     | 9      | 8 040     | Guilbert, Féret                            |              |
| Samedi 28 octobre 2017    | 20h00 | 11      | ESTAC Troyes             | Dom. | 1-0      | Rodelin 30e                          | 18     | 7      | 16 908    | Guilbert                                   |              |
| Dimanche 5 novembre 2017  | 17h00 | 12      | Olympique de Marseille   | Ext. | 0-5      |                                      | 18     | 7      | 47 687    |                                            |              |
| Dimanche 19 novembre 2017 | 15h00 | 13      | OGC Nice                 | Dom. | 1-1      | Rodelin 90+2e                        | 19     | 6      | 15 144    | Sankoh, Djiku                              |              |
| Samedi 25 novembre 2017   | 20h00 | 14      | FC Girondins de Bordeaux | Dom. | 1-0      | Santini 23e                          | 22     | 6      | 15 275    | Genevois, Mbengue                          |              |
| Mardi 28 novembre 2017    | 19h00 | 15      | RC Strasbourg            | Ext. | 0-0      |                                      | 23     | 6      | 22 175    | Djiku, Genevois                            |              |
| Dimanche 3 décembre 2017  | 17h00 | 16      | Olympique lyonnais       | Dom. | 1-2      | Santini 90e                          | 23     | 7      | 19 455    | Mbengue                                    |              |
| Samedi 9 décembre 2017    | 20h00 | 17      | Toulouse FC              | Ext. | 2-0      |                                      | 23     | 9      | 12 163    | Djiku, Da Silva                            |              |
| Samedi 16 décembre 2017   | 20h00 | 18      | EA Guingamp              | Dom. | 0-0      |                                      | 24     | 10     | 17 173    | Guilbert, Da Silva                         |              |
| Mercredi 20 décembre 2017 | 20h50 | 19      | Paris Saint-Germain      | Ext. | 3-1      | Santini 90e (pen.)                   | 24     | 12     | 47 490    | Peeters, Delaplace                         |              |
| Samedi 13 janvier 2018    | 20h00 | 20      | LOSC Lille               | Dom. | 0-1      |                                      | 24     | 12     | 18 283    | Djiku, Aït Bennasser, Da Silva             | Vercoutre    |
| Mardi 16 janvier 2018     | 19h00 | 21      | FC Girondins de Bordeaux | Ext. | 0-2      | Santini 89e (pen.), Rodelin 90+3e    | 27     | 10     | 14 368    | Stavitski, Bessat, Guilbert, Djiku, Sankoh |              |
| Vendredi 19 janvier 2018  | 20h45 | 22      | Olympique de Marseille   | Dom. | 0-2      |                                      | 27     | 11     | 20 249    | Guilbert, Da Silva                         |              |
| Samedi 27 janvier 2018    | 20h00 | 23      | AS Saint-Etienne         | Ext. | 2-1      | Rodelin 11e                          | 27     | 13     | 21559     | Peeters                                    |              |
| Dimanche 4 février 2018   | 17h00 | 24      | FC Nantes                | Dom. | 3-2      | Santini 35e (pen.), Da Silva 52e 80e | 30     | 11     | 16 121    | Djiku                                      |              |
| Samedi 10 février 2018    | 20h00 | 25      | EA Guingamp              | Ext. | 0-0      |                                      | 31     | 11     | 13 988    | Sankoh, Genevois                           |              |
| Samedi 17 février 2018    | 20h00 | 26      | Stade rennais            | Dom. | 2-2      | Crivelli 6e, Da Silva 84e            | 32     | 12     | 16 083    | Diomandé, Crivelli                         |              |
| Samedi 24 février 2018    | 20h00 | 27      | Dijon FCO                | Ext. | 2-0      |                                      | 32     | 13     | 10 518    | Da Silva, Santini, Féret, Guilbert         |              |
| Dimanche 4 mars 2018      | 15h00 | 28      | RC Strasbourg            | Dom. | 2-0      | Crivelli 43e, Guilbert 87e           | 35     | 12     | 16 464    | Rodelin, Deminguet, Crivelli, Avounou      |              |
| Dimanche 11 mars 2018     | 17h00 | 29      | Olympique lyonnais       | Ext. | 1-0      |                                      | 35     | 12     | 39 530    | Peeters                                    |              |
| Samedi 17 mars 2018       | 20h00 | 30      | SCO Angers               | Ext. | 3-0      |                                      | 35     | 13     | 10 338    | Vercoutre, Guilbert                        |              |
| Dimanche 1er avril 2018   | 17h00 | 31      | Montpellier HSC          | Dom. | 1-3      | Santini 87e                          | 35     | 14     | 17 686    | Bazile, Guilbert                           |              |
| Samedi 7 avril 2018       | 20h00 | 32      | Amiens SC                | Ext. | 3-0      |                                      | 35     | 15     | 9 506     | Genevois                                   |              |
| Samedi 21 avril 2018      | 20h00 | 34      | FC Metz                  | Ext. | 1-1      | Deminguet 73e                        | 36     | 15     | 16 518    | Djiku                                      |              |
| Mercredi 25 avril 2018    | 18h45 | 33      | Toulouse FC              | Dom. | 0-0      |                                      | 37     | 15     | 18 658    | Djiku, Guilbert                            |              |
| Samedi 28 avril 2018      | 20h00 | 35      | ESTAC Troyes             | Ext. | 3-1      | Santini 4e                           | 37     | 15     | 14 019    | Djiku, Aït Bennasser                       |              |
| Dimanche 6 mai 2018       | 17h00 | 36      | AS Monaco FC             | Dom. | 1-2      | Santini 40e                          | 37     | 15     | 17 468    | Santini                                    | Genevois     |
| Samedi 12 mai 2018        | 21h00 | 37      | OGC Nice                 | Ext. | 4-1      | Kouakou 76e                          | 37     | 17     | 22 570    | Guilbert                                   | Diomandé     |
| Samedi 19 mai 2018        | 21h00 | 38      | Paris Saint-Germain      | Dom. | 0-0      |                                      | 38     | 16     | 19 999    | Deminguet, Guilbert, Féret                 |              |

#### Classement
| Rang | Équipe                 | Pts | J  | G  | N  | P  | Bp | Bc | Diff | Qualification ou relégation            |
| ---- | ---------------------- | --- | -- | -- | -- | -- | -- | -- | ---- | -------------------------------------- |
| 13   | Amiens SC P            | 45  | 38 | 12 | 9  | 17 | 37 | 42 | −5   |                                        |
| 14   | Angers SCO             | 41  | 38 | 9  | 14 | 15 | 42 | 52 | −10  |                                        |
| 15   | RC Strasbourg Alsace P | 38  | 38 | 9  | 11 | 18 | 44 | 67 | −23  |                                        |
| 16   | SM Caen                | 38  | 38 | 10 | 8  | 20 | 27 | 52 | −25  |                                        |
| 17   | LOSC Lille             | 38  | 38 | 10 | 8  | 20 | 41 | 67 | −26  |                                        |
| 18   | Toulouse FC            | 37  | 38 | 9  | 10 | 19 | 38 | 54 | −16  | Participation au barrage de relégation |
| 19   | ES Troyes AC P         | 33  | 38 | 9  | 6  | 23 | 32 | 59 | −27  | Relégation en Ligue 2                  |

### Coupe de France
Comme les autres clubs de Ligue 1, le SM Caen entre en lice en trente-deuxièmes de finale. Les caennais affrontent Hazebrouk, club de Regional 3, qu'ils dominent 2 buts à 0. Lors du 1/16e de finale, Malherbe se déplace au Canet-en Roussillon. Ils ont plus de difficultés face à ce club de National 3. Ils parviennent néanmoins à se qualifier aux tirs au but après être revenu à égalité. Lors la séance de tirs au but, Brice Samba arrête deux tirs des canétois.
Pour son 1/8e de finale, le Stade Malherbe se déplace une nouvelle fois, cette fois-ci chez un club de Ligue 1, le FC Metz. Après avoir ouvert le score en début de 2e mi-temps par Stavitski, qui marque son premier but pour Caen, Bazile se fait exclure à la 84e minute et Metz égalise dans les minutes suivantes. Lors de la prolongation, c'est Metz qui prend l'avantage à la 108e mais Caen parvient à arracher la séance de tirs au but grâce à un but de Diomandé sur une remise de Crivelli à la 114e minute. Une nouvelle fois, Samba permet à Caen de se qualifier en arrêtant 4 tirs des messins.
Le quart-de-finale contre l'Olympique Lyonnais est âpre. L'OL domine, mais la défense de Caen tient bon. Finalement, Ismaël Diomandé marque l'unique but de la rencontre sur le seul tir cadré des Malherbistes. Le SMC est qualifié pour la première fois de son histoire pour la demi-finale de la Coupe de France.
Il reste deux équipes amateurs en lice, Les Herbiers et Chambly, mais Malherbe hérite du Paris Saint-Germain au tirage au sort.
Les joueurs Caennais, menés au score en première période, entretiennent l’espoir en égalisant avant la mi-temps. Les spectateurs au Stade Michel d'Ornano peuvent croire à l'exploit jusque dans les dix dernières minutes. Le SMC, vaillant, finit par craquer (1-3).
| Date                    | Heure | Tour           | Adversaire               | Lieu | Résultat            | Buteurs pour le SM Caen      | Affluence |
| ----------------------- | ----- | -------------- | ------------------------ | ---- | ------------------- | ---------------------------- | --------- |
| samedi 6 janvier 2018   | 15h00 | 1/32 de finale | Hazebrouck (R3)          | Ext. | 0-2                 | 27e Rodelin, 82e Armougom    | 3 000     |
| mardi 23 janvier 2018   | 18h30 | 1/16 de finale | Canet-en-Roussillon (N3) | Ext. | 1-1 (3-4, t. a. b.) | 29e Genevois                 | 3 500     |
| mercredi 7 février 2018 | 18h30 | 1/8 de finale  | FC Metz (L1)             | Ext. | 2-2 (2-3, t. a. b.) | 51e Stavitski, 114e Diomandé | 11 000    |
| jeudi 1er mars 2018     | 21h00 | 1/4 de finale  | Olympique Lyonnais (L1)  | Dom. | 1-0                 | 77e Diomandé                 | 17 000    |
| mercredi 18 avril 2018  | 21h00 | 1/2 de finale  | Paris Saint-Germain (L1) | Dom. | 1-3                 | 43e Diomandé                 | 20 350    |

### Coupe de la Ligue
Le SM Caen fait partie des 14 équipes de Ligue 1 qui ne participent à aucune coupe d'Europe.
Pour son entrée dans la compétition, le Stade Malherbe bat le FC Lorient grâce à un but de Kouakou juste avant la mi-temps sur une passe de Peeters. Lors de la seconde période, Brice Samba, l'habituel remplaçant de Vercoutre en championnat, réalise plusieurs gros arrêts qui ont permis à Malherbe de conserver son avantage.
Lors du 1/8e de finale, Caen affronte l'AS Monaco. Monaco se qualifie sans trembler face à des caennais qui n'auront pas su mettre en danger les monegasques.
| Date                   | Heure | Tour           | Adversaire      | Lieu | Résultat | Buteurs pour le SM Caen | Affluence |
| ---------------------- | ----- | -------------- | --------------- | ---- | -------- | ----------------------- | --------- |
| mardi 24 octobre 2017  | 18h45 | 1/16 de finale | FC Lorient (L2) | Ext. | 0-1      | Kouakou 43e             | 8 862     |
| mardi 12 décembre 2017 | 21h05 | 1/8 de finale  | AS Monaco (L1)  | Ext. | 2-0      |                         | 4 834     |

## Équipe réserve
L'équipe réserve évolue dans le groupe Normandie du National 3, championnat né de la réforme du CFA 2.

## Statistiques

### Buteurs (toutes compétitions)
| Rang | Joueur            | Ligue 1 | Coupe de France | Coupe de la Ligue | Total |
| ---- | ----------------- | ------- | --------------- | ----------------- | ----- |
| 1    | Ivan Santini      | 11      | 0               | 0                 | 11    |
| 2    | Ronny Rodelin     | 5       | 1               | 0                 | 6     |
| 3    | Damien Da Silva   | 4       | 0               | 0                 | 4     |
| 4    | Ismaël Diomandé   | 0       | 3               | 0                 | 3     |
| 5    | Enzo Crivelli     | 2       | 0               | 0                 | 2     |
| 6    | Frédéric Guilbert | 1       | 0               | 0                 | 1     |
| 6    | Jessy Deminguet   | 1       | 0               | 0                 | 1     |
| 6    | Yoel Armougom     | 0       | 1               | 0                 | 1     |
| 6    | Romain Genevois   | 0       | 1               | 0                 | 1     |
| 6    | Timo Stavitski    | 0       | 1               | 0                 | 1     |
| 6    | Christian Kouakou | 0       | 0               | 1                 | 1     |

Buteur contre son camp:
- Cédric Yambéré (Dijon FCO)
- Ramy Bensebaini (Stade rennais)

### Passeurs (toutes compétitions)
| Rang | Joueur             | Ligue 1 | Coupe de France | Coupe de la Ligue | Total |
| ---- | ------------------ | ------- | --------------- | ----------------- | ----- |
| 1    | Ronny Rodelin      | 5       | 1               | 0                 | 6     |
| 2    | Stef Peeters       | 2       | 2               | 1                 | 5     |
| 3    | Frédéric Guilbert  | 3       | 0               | 0                 | 3     |
| 4    | Hervé Bazile       | 1       | 0               | 0                 | 1     |
| 4    | Ismaël Diomandé    | 1       | 0               | 0                 | 1     |
| 4    | Christian Kouakou  | 1       | 0               | 0                 | 1     |
| 4    | Ivan Santini       | 1       | 0               | 0                 | 1     |
| 4    | Romain Genevois    | 1       | 0               | 0                 | 1     |
| 4    | Jonathan Delaplace | 1       | 0               | 0                 | 1     |
| 4    | Julien Feret       | 1       | 0               | 0                 | 1     |
| 4    | Jan Repas          | 0       | 1               | 0                 | 1     |
| 4    | Enzo Crivelli      | 0       | 1               | 0                 | 1     |